# Shanghai Golden Grand Prix 2016
Shanghai Golden Grand Prix 2016 byl lehkoatletický mítink, který se konal 14. května 2016 v čínském městě Šanghaji. Byl součástí série mítinků Diamantová liga.

## Výsledky
- Archiv výsledků zde [1]

### Muži
| Disciplína            | 1. místo                 | 2. místo                  | 3. místo                         |
| 100 m                 | Justin Gatlin 9,94       | Femi Ogunode 10,07        | Michael Rodgers 10,10            |
| 800 m                 | Ferguson Rotich 1:45,68  | Robert Biwott 1:45,84     | Alfred Kipketer 1:45,93          |
| Běh na 5000 m         | Muktar Edris 12:59,96    | Joshua Cheptegei 13:00,60 | Thomas Pkemei Longosiwa 13:01,69 |
| Běh na 110 m překážek | Omar McLeod 12,98        | Hansle Parchment 13,12    | Ludowa Xie Wenjun 13,34          |
| Běh na 400 m překážek | Michael Tinsley 48,90    | Patryk Dobek 49,01        | Jeffery Gibson 49,11             |
| Skok o tyči           | Sam Kendricks 588 cm     | Renaud Lavillenie 583 cm  | Shawnacy Barber 570 cm           |
| Skok daleký           | Gao Xinglong 814 cm      | Rushwal Samaai 814 cm     | Fabrice Lapierre 809 cm          |
| Vrh koulí             | Kurt Roberts 21,40 m     | Tomas Walsh 21,20 m       | Joe Kovacs 20,82 m               |
| Hod oštěpem           | Thomas Röhler 85,71 m    | Jakub Vadlejch 84,77 m    | Vítězslav Veselý 83,81 m         |
| Skok do výšky         | Bohdan Bondarenko 228 cm | Zhang Guowei 228 cm       | Wang Yu 228 cm                   |

### Ženy
| Disciplína             | 1. místo                   | 2. místo                            | 3. místo                    |
| Běh na 200 m           | Murielle Ahouréová 22,72   | Veronica Campbellová-Brownová 22,82 | Anneisha McLaughlin 22,94   |
| Běh na 400 m           | Shaunae Millerová 50,45    | Stephenie Ann McPherson 50,98       | Natasha Hastings 51,10      |
| Běh na 1500 m          | Faith Kipyegonová 3:56,82  | Hellen Obiriová 3:59,34             | Dawit Seyaum 3:59,87        |
| Běh na 3000 m překážek | Hyvin Jepkemoiová 9:07,42  | Ruth Jebetová 9:15,98               | Sofia Assefaová 9:21,07     |
| Skok do výšky          | Levern Spencerová 194 cm   | Nadejda Dusanova 194 cm             | Ana Šimičová 192 cm         |
| Skok daleký            | Ivana Španovićová 695 cm   | Christabel Nettey 675 cm            | Tianna Bartolettaová 675 cm |
| Hod diskem             | Sandra Perkovićová 70,88 m | Dani Samuelsová 67,77 m             | Denia Caballerová 66,14 m   |